# Maremne
Ne doit pas être confondu avec Maresme ou Maremme.
Le Maremne [maʁɛn] est un pays du sud-ouest des Landes de Gascogne, dans le département des Landes.

## Présentation

### Chef lieu
Sa capitale historique était Tosse.

### Localisation
Le Maremne s'étend des marais d'Orx à Seignosse.

### Étymologie
L'ancienne vicomté de Maremne (archipresbyteratus Maritime en 1527, Annales du Midi, 1894), entre l'Adour et l'océan, qui tire précisément son nom de l'adjectif latin maritimu, « (région) maritime » : marít(i)mu > marétme > marénme et marémne.

### Villes principales
Capbreton, Angresse, Saint-Vincent-de-Tyrosse, Bénesse-Maremne, Labenne, Saint Jean de Marsacq, Saint-Geours-de-Maremne, Saubrigues, Orx, Tosse, Josse, Pey

## Géographie
Le Maremne correspond à l'ancien delta de l'Adour. Ce fleuve au cours instable avait pour estuaire principal Capbreton mais avait divagué jusqu'à Vieux-Boucau-les-Bains.
Depuis il a été redirigé vers Bayonne (Boucau). Les marais d'Orx (Réserve naturelle nationale du Marais d'Orx, entre Orx et Labenne) sont un vestige de cet ancien delta. Le Maremme est bordé à l'ouest par l'océan Atlantique et par le Seignanx au sud.

## Histoire
Le Maremne était une vicomté sous l'Ancien Régime. Le vicomte le plus célèbre fut Henri IV.
La baronnie de Capbreton et Labenne se distinguait du Maremne notamment par les règles d'héritage : 
– égalité stricte comme en Marensin ;
alors que le Maremne était de droit pyrénéen : 
– aînesse absolue (sans distinction de sexe).

## Économie
Le Maremne produit du vin de sable issu du vignoble des sables de l’océan.